# Іпполітов Василь Афанасійович
Василь Афанасійович Іпполітов (рос. Василий Афанасьевич Ипполитов; 1892—1957) — російський і радянський ковзаняр. Провідний російський стаєр 1910—1920-х років. Чемпіон Європи у багатоборстві 1913. Срібний призер чемпіонатів світу 1913 і 1914. Бронзовий призер чемпіонату Європи 1914. Чемпіон Росії 1911 і РРФСР 1923 у багатоборстві. Семиразовий переможець різних дистанцій у чемпіонатах Росії 1911 і РРФСР 1923. Виступав у спринтерських і лідерських велосипедних гонках на треку. Заслужений майстер спорту СРСР. Брат ковзаняра Платона Іпполітова.